# Bobbi Brown
Bobbi Brown (Chicago, 14 aprile 1957) è una truccatrice statunitense, fondatrice e CEO della Bobbi Brown Cosmetics.
I suoi prodotti sono venduti in quasi mille negozi e in cinquantasei paesi in tutto il mondo.

## Biografia
Bobbi Brown fa la sua prima apparizione sulla scena della cosmesi nel 1991 con il lancio di Bobbi Brown Essentials, cambiando il volto del make-up con una linea di 10 rossetti dal sottotono marrone ideata per le amanti di un make-up semplice e portabile. La filosofia di Bobbi è molto semplice: "Le donne vogliono apparire e sentirsi loro stesse, solo più carine e sicure di sé". Il suo approccio unico alla cosmesi attirò presto l'attenzione del colosso cosmetico Estée Lauder, che acquisì la Bobbi Brown Cosmetics nel 1995.

## Carriera
Venti anni dopo Bobbi Brown Cosmetics è un marchio globale, avendo esteso il range di prodotti ad una linea di cosmesi completa di ogni colore e texture, includendo anche alcune fragranze e diversi prodotti per la cura del viso. Oggi la Bobbi Brown Cosmetics è ambita dai make-up artist più famosi, dalle celebrità e dagli stilisti che apprezzano l'approccio di Bobbi alla bellezza e la sua abilità nel tradurre le ultime tendenze in look portabili e adatti alla vita di ogni giorno.
Oltre alla direzione della compagnia, Bobbi partecipa regolarmente a vari programmi televisivi, collabora con riviste e condivide i suoi lavori in internet. Bobbi è apparsa in molti show importanti come Oprah, The Martha Stewart Show e Dr. Oz. È anche un'autrice di diversi best seller del New York Times e lavora da diversi anni durante la New York Fashion Week, truccando modelle per le sfilate degli stilisti più importanti.
Bobbi supporta la Jane Addams High School for Academic Careers nel Bronx, e la Dress for Success attraverso donazioni e lezioni di base. Insegna alla Dress for Success e all'Emerson College, dove ha dato vita alla Bobbi Brown University, una serie di seminari per aspiranti make-up artist. Nel 2008 ha ricevuto una laurea honoris causa dalla Montclair State University. 
Di recente, Bobbi ha incontrato il Presidente degli Stati Uniti Barack Obama al Comitato Consultivo per la Politica Commerciale e la Negoziazione, ed è stata invitata dalla First Lady Michelle Obama a partecipare al Programma di Leadership e Mentoring della Casa Bianca per le giovani donne.
Bobbi ha lanciato la campagna Pretty Powerful nel 2010, ispirata dalla sua convinzione che le donne siano belle anche senza trucco, ma che con il giusto trucco queste possano diventare meravigliose. La campagna fu la prima nell'industria della cosmesi a rappresentare delle foto "prima e dopo" delle donne coinvolte. 
Mentre il brand si espande sempre di più, Bobbi rimarca il suo messaggio: "Il segreto della bellezza è semplice - siate voi stessi".
IL brand è distribuito dal gruppo Estee Lauder.

### Vita privata
Bobbi vive a Montclair, New Jersey con suo marito Steven Plofker, e tre figli, Duke, Dylan e Dakota.

## Opere
- Bobbi Brown Beauty: The Ultimate Beauty Resource (1997) ISBN 0-06-270167-3
- Bobbi Brown Teenage Beauty: Everything You Need to Look Pretty, Natural, Sexy & Awesome (2001) ISBN 0-06-095724-7
- Bobbi Brown Beauty Evolution : A Guide to a Lifetime of Beauty (2002) ISBN 0-06-008881-8
- Bobbi Brown Living Beauty (2007) ISBN 0-8212-5834-6
- Bobbi Brown Makeup Manual: For Everyone from Beginner to Pro (2008) ISBN 0446581348
- Bobbi Brown Beauty Rules (2010)